# محمدباقر خرمشاد
محمدباقر خرمشاد (زادهٔ ۱۵ اسفند ۱۳۴۲) استاد تمام علوم سیاسی دانشگاه علامه طباطبائی است که از شهریور ۱۴۰۰ تا زمان کناره‌گیری در فروردین ۱۴۰۱ به عنوان معاون سیاسی وزیر کشور دولت سیزدهم مشغول به کار بود. خرمشاد سابقه تصدی معاونت در وزارت علوم، تحقیقات و فناوری و وزارت امور خارجه را به ترتیب در دولت‌های نهم و دهم دارد. معاونت پژوهشی مرکز اسناد انقلاب اسلامی، مدیریت دفتر مطالعات سیاسی مرکز پژوهش‌های مجلس شورای اسلامی، و ریاست سازمان فرهنگ و ارتباطات اسلامی از جمله سوابق اجرایی خرمشاد در دهه‌های هفتاد و هشتاد است. وی همچنین دبیر سابق شورای راهبردی روابط خارجی است. خرمشاد از دی ۱۳۹۶ به عضویت در شورای تخصصی تحول و ارتقای علوم انسانی شورای عالی انقلاب فرهنگی درآمد.
محمدباقر خرمشاد دورهٔ کارشناسی‌ارشد معارف اسلامی و علوم سیاسی را در دانشگاه امام صادق گذرانده و سپس به کشور فرانسه رفت تا دوره‌های کارشناسی‌ارشد و دکتری علوم سیاسی را در دانشگاه لیون ۲ لومیر سپری کند. پایان‌نامهٔ محمدباقر خرمشاد با عنوان علوم اجتماعی و انقلاب: مطالعه موردی تحلیل علوم اجتماعی فرانسه و آمریکا از انقلاب اسلامی ایران به عنوان اثر برگزیدهٔ حوزه علوم سیاسی در چهارمین دوره جشنواره بین‌المللی فارابی (۱۳۸۹) معرفی شد.